# British Matchplay
Das British Matchplay war ein Dartsturnier der British Darts Organisation (BDO), das zwischen 1976 und 1998 im ostenglischen Great Yarmouth ausgetragen wurde. Bis 1983 wurde das Turnier vom Fernsehsender ITV übertragen, ab 1994 fand außerdem ein Wettbewerb der Frauen statt.

## Austragungen
| Jahr | Sieger           | Ergebnis | Finalist        |
| ---- | ---------------- | -------- | --------------- |
| 1976 | Bill Lennard     | 4:3      | Alan Glazier    |
| 1977 | Rab Smith        | 4:0      | Eric Bristow    |
| 1978 | John Lowe        | 2:1      | Tony Brown      |
| 1979 | Cliff Lazarenko  | 2:0      | Tony Brown      |
| 1980 | Jocky Wilson     | 2:0      | Leighton Rees   |
| 1981 | Jocky Wilson     | 2:0      | Cliff Lazarenko |
| 1982 | Eric Bristow     | 2:0      | Dave Whitcombe  |
| 1983 | Eric Bristow     | 3:2      | Keith Deller    |
| 1984 | Mike Gregory     | 3:2      | Keith Deller    |
| 1985 | John Lowe        | 3:0      | Cliff Lazarenko |
| 1986 | Eric Bristow     | 3:1      | Dave Whitcombe  |
| 1987 | Dave Whitcombe   | 3:0      | Eric Bristow    |
| 1988 | Bob Anderson     | 3:2      | John Lowe       |
| 1989 | Bob Anderson     | 3:0      | Cliff Lazarenko |
| 1990 | Alan Warriner    | 5:4      | Bob Anderson    |
| 1991 | Dennis Priestley | 5:2      | Phil Taylor     |
| 1992 | Ronnie Baxter    | 5:4      | Martin Phillips |
| 1993 | Steve Beaton     | 5:2      | Ronnie Baxter   |
| 1994 | Richie Burnett   | 5:4      | Ronnie Baxter   |
| 1995 | Andy Fordham     | 5:4      | Dave Askew      |
| 1996 | Martin Adams     | 3:2      | Steve Beaton    |
| 1997 | Kevin Painter    | 3:0      | Steve Beaton    |
| 1998 | Ronnie Baxter    | 3:1      | Ritchie Davies  |